# Незами Ганџави
Незами Ганџави (Persijski: نظامی گنجوی‎‎‎, у буквалном преводу: Незами од Ганђе) (1141-1209). Низами или Незами, чије је право име било Џамалудин Абу Мухамед Илијас ибн Јусуф ибн Заки, био је сунитски муслиман и персијски песник из 12. века. Незами се сматра највећим песником романтичне епике у персијској књижевности. Он је персијској епици донео колоквијални и реалистичан стил. Његова заоставштина је нашироко цењена и заједничка за Авганистан, Азербејџан, Иран, регион Курдистан и Таџикистан. ,,,,

## Биографија
Његово лично име је било Илијас, а књижевни псеудоним Незами (налазимо и као Низами). Рођен је у градској породици у Ганђи (тада у склопу царства Великих Селџука, на територији данашњег Азербејџана) и верује се да је цео свој живот провео на Јужном Кавказу. Ганђа је у то време био град претежно насељен иранском популацијом. „Овај град је био густо насељен Иранцима и малим бројем хришћана.“ Како Незами није био дворски песник, не појављује се у аналима династија. У тезкирама, које су компилације књижевних мемоара и укључују максиме великих песника и биографске податке и коментаре о стиловима, Незами се укратко помиње. Доста материјала из ових тезкира је засновано на легендама, анегдотама и причама. Стога, мало чињеница је познато о Незамијевом животу, једини извор су његова дела која не дају пуно информација о његовом приватном животу.

## Родитељи
Незами је рано остао сироче и подигао га је његов ујак Хаџа Омар које је на себе преузео бригу о Незамију и пружио му одлично образовање. Његова мајка Раиса је била курдског порекла. Свог оца, чије је име било Јусуф, Незами помиње једном у својим песмама. У истом том стиху, Незами помиње да се његов деда звао Заки. Неки извори наводе да је Незамијев отац могао бити из Кома. Незами се помиње као Персијанац и/или Иранац.

## Породица
Незами се женио три пута. Његова прва жена је била кипчачка робиња коју му је као део великог поклона посало Фахрудин Бахрам-шах, владар Дарбанда. Она је постала Незамијева „највољенија жена“. Она је родила његовог јединог сина, Мухамада. Умрла је након што је Незами завршио своје дело Хусро и Ширин. Мухамеду је тада било седам година. Незами свог сина поново помиње у свом делу Лејла и Меџнун када наводи да он тада има четрнаест година и назива га „јабуком свога ока“. У Хафт пејкар-у (Седам лепих тела), он такође помиње свог сина и саветује га о преузимању више обавеза, јер његов отац постаје све слабији.
Неки модерни аутори из касног 20. века су тврдили да се његова жена звала Афак. Ову тврдњу је оспорио ирански књижевник Саид Нафиси и неки каснији извори који сматрају да реч афак (afaq) која се помиње у једном Незамијевом стиху не представља право име његове жене већ се само помиње у значењу „хоризонт“, а не као лично име. Чудно је да су и Незамијеве друге две жене умрле прерано – смрт сваке од њих се подудара са завршетком једног Незамијевог епа, то је натерало песника да каже: „Боже, зашто за сваку месневију морам да жртвујем по једну жену!“

## Образовање
Незами није био филозоф у смислу Авицене или представника теоријског суфизма попут Ибн Арабија. Ипак, сматра се филозофом и гностиком који је овладао различитим пољима исламске мисли које је синтетисао на начин који подсећа на традиције каснијих хакима као што је Кутб ал-Дин Ширази.
Често ословљаван почасном титулом „хаким Незами“ (мудрац из Незамија). Он је и учени песник и мајстор лиричког и чулног стила. Нема сумње у Незамијево чудесно учење. Подразумевало се да су песници врсни познаваоци многих области; али чини се да је Незами био баш изузетан по том пољу. Његове песме показују да не само да је у потпуности познавао арапску и персијску књижевност и усмене и писане популарне и локалне традиције, него је познавао и разне области као што су математика, астрономија, астрологија, алхемија, медицина, ботаника, егзегеза Курана, исламска теорија и право, ирански митови и легенде, историја, етика, филозофија и езотерична мисао, музика и визуелне уметности. Његов јак карактер, друштвена осетљивост и познавање усмених и писаних историјских извора, као и његово богато персијско културно наслеђе, уједињују преисламски и исламски Иран у стварању новог стандарда књижевног достигнућа. Као продукт иранске културе свог времена, он не само да је створио мост између преисламског и исламског Ирана, већ такође и између Ирана и целог античког света.

## Утицаји и књижевна сцена
Недавно откриће и публикација антологије под називом "Нозхат ал-Маџалес" садржи катрене на персијском језику од Незамија и 115 других песника из северозападног Ирана (Аран, Шарван, Азербејџан; укључујући 24 песника из саме Ганђе) из истог периода. За разлику од других делова Персије где су песници углавном били припадници виших слојева друштва као што су учењаци, бирократе и секретари, добар број песника из северозападних крајева долази из обичног народа и радничких породица и често су користили колоквијалне изразе у својој поезији. Наводно, ова књига приказује друштвене услове тога времена, одражавајући пуну распростањеност персијског језика и културе у региону, а што је доказано честом употребом говорних идиома у песмама и професијама многих песника. Утицај северозападног пахлави језика, на пример, који је био говорни дијалекат региона и очигледно је уочљиво у песмама садржаним у овој антологији. Ипак, у исто време, регион Кавказа је био дом јединствене мешавине етничких култура. Хаканијева мајка је била несторијанска хришћанка, мајка Моџира Бајлканија је била Јерменка, а Незамијева мајка Курдкиња. Њихова дела одражавају културну и лингвистичку разноликост региона.
До краја 10. века персијска књижевност је постала распрострањена од источног Медитерана до обала Индијског океана. Најстарији постојећи пример персијске поезије из ове области је дело Катрана Табризија (1009-1072) који је служио на двору династија Шададид и Равадид. Катран Табризи се сматра, како су га неки стручњаци у прошлом веку назвали, оснивачем „азербејџанске“ или „транскавкаске“ школе или „табриске“, „шираванске“ или „аранијске“ школе персијске поезије. Ова школа је изнедрила особен стил поезије на персијском који се разликовао од „хорасанског“ („источног“) стила по својој реторичкој софистицираности, иновативној употреби метафоре, употреби техничке терминологије и хришћанских мотива, присуству персијских архаизама и позајмљивању из арапског вокабулара, као и по новим концептима. Други извори као што је Енциклопедија ислама и традиционални ирански књижевни извори користе термин „ирачки“ стил за Незамијеву персијску поезију.
Селџуци су контролу над Ганђом преузели од Шададида 1075. године и проширили персијску књижевност западно, на своје дворове. Средином 12. века, контрола Селџука над регионом је ослабила, а управници провинција, практично независни локални принчеви, даље су подстицали персијску културу, уметност и поезију на својим дворовима. Персијска култура је карактеристично процветала у овом периоду када је политичка моћ била разливена, а персијски остао примарни језик, персијски цивилни службеници, трговци су били веома тражени, а ривалске династије су наставиле да се отимају око услуга персијских песника. Ово је нарочито важило у Ганђи, кавкаском пограничном граду где је Незами живео. Незами је био штићеник разних владара и посвећивао је своје епове разним ривалским династијама укључујући Селџуке, Илдигузиде (који су имали контролу над Ганђом током већег дела позног 12. века), Ширвахшахе, владара Ахара и Ахмадилије. Иако је уживао заштиту разних владара и принчева, избегавао је дворски живот и уопштено се верује да је живео осамљеничким животом. Како није био дворски песник, не помиње се у аналима династија у којима се наводе имена и догађаји везани за владајуће породице.
„Чини се да је Незамијева омиљена разбибрига била читање Фирдусијевог монументалног епа Шахнаме (Књиге краљева). “Незами помиње Фирдусија као мудраца (хакима) и зналца/мудрог и великог мајстора дискурса "који има речи украшене као нова млада." Незами је саветовао Ширваншаховог сина да прочита Шахнаму и да упамти значајне изреке мудрих. Незами је користио Шахнаму као извор у своја три епа: Седам лепих тела, Хусро и Ширин и Искендер-наму.
Прича Вис и Рамин је такође имала огроман утицај на Незамија. Иако Незами основу многих својих заплета узима од Фирдусија, основа за његову реторику долази од Горганија. Ово је нарочито приметно у епу Хусро и Ширин који има исту метрику и опонаша неке сцене из приче Вис и Рамин. Незамијево интересовање за астрологију такође има претечу у опширном астролошком опису ноћног неба у причи Вис и Рамин. Незами је имао највећи утицај на романтичку традицију, а за Горганија се може рећи да је започео већину особене реторике и поетске атмосфере ове традиције, са одсуством суфијских утицаја, који се могу видети у Незамијевој епској поезији.
Прво Незамијево монументално дело, Ризница тајни (Махзан ал-Асрар), је настало под утицајем Санаијеве Баште трансцедентне истине (Hadikat al-Hakika). Незами ово признаје, али своје дело сматра супериорним. Главне сличности између Санаијевог дела и Незамијевог су у етичко-филозофском жанру, иако је Незами користио други песнички метар и организовао цело дело на другачији начин. Смели мотиви Хаканија Шерванија, имали су битан утицај на Незамија Ганђавија и уопште потоњу персијску поезију.

## Дела
Незами је живео у доба политичке нестабилности, али и интензивне интелектуалне активности, што се и одражава у његовим песмама. Мало се зна о његовом животу, његовом односу са његовим покровитељима, или тачној старости његових дела, јер многе легенде које су настале о песнику су утицале на налазе његових каснијих биографа.
Сва Незамијева дела доступна су у пет збирки римованих полустихова, које оплемењује песников бриљантни рационални и интелектуални приступ. Његови стихови се, углавном, своде на монотеистички приказ постојања, на разне аргументе у корист божијег постојања, као и на критику основа онтолошког светопогледа материјалиста и натуралиста. То пре свега указује на Незамијево велико умеће у томе да у поезији употреби демонстративне и аргументоване методе, као и на завидан ниво његовог познавања религијске научне баштине, како оне коју су својим интелектуалним прегнућем утемељили мистици, теолози и филозофи, тако и оне откровитељске баштине која се спомиње у предањима и сакралним списима.
Незами је заправо највећи приповедач у историји персијске поезије. Његова грандиозна дела вековима су представљала светионике и главну инспирацију каснијим песницима и књижевницима. Наравно, овде треба истаћи и то да су песме будућих генерација углавном остале у сенци Незамијевих ремек-дела и зато ниједан такав спев није могао стећи славу.

### Персијска лирска поезија
Само мали корпус његове лирске поезије, углавном касида (ода) и газела (лирских песама) је остао сачуван. Десет његових катрена су такође забележени у антологији Нозхат ал-Маџалес која је састављена око 1250 године од стране Џамала Халила Ширванија, уз песме још 23 песника из Ганђе.

### Пентада(Панђ ганђилиХамсе)
Незами је најпознатији по својих пет дугих прозних спевова који су сачувани. Он је своје песме посветио разним владарима региона, као што је то тада био обичај код великих песника, али је избегавао дворски живот. Незами је био мајстор стила месневије (дистиха). Писао је песничка дела од којих је најпознатија Пентада (Панђ ганђ – пет драгуља), такође познато и по персијском изговору арапске речи пет, Хамсе (Khamsa). Прво од пет „блага“ се назива Ризница тајни и настало је под утицајем монументалног дела Санаија од Газне (умро 1131) Башта трансцедентне истине. Друга „блага“ су средњевековне романсе: Хусро и Ширин, Седам лепих тела (Бахрам-е Гур) и Искендер-нама, и све од ових прича имају епизоде посвећене њима у Фирдусијевој Књизи краљева, а овде се појављују поново у средишту три од четири Незамијева прозна спева. Авантура љубавног пара Лејле и Меџнуна је тема друге од четири Незамијеве романсе и настала је према арапском изворнику. Али је, Незами знатно прерадио оригинал.
Хамсе је била популарна тема за раскошне рукописе илустрованихе минијатурама на персијским и могулским дворовима у каснијим вековима. Један такав пример је и Незамијева Хамсе (British Library, Or. 12208), исписана за могулског цара Акбара у последњој деценији 16. века.
- Страница илустрованог рукописа Низамијеве Хамсе, Музеј Бруклин.
- Сасанидски краљ Бахрам Гур је велики миљеник у персијској традицији и поезији. Приказ Низамијевог „Бахрама и индијске принцезе у Црном павиљону“, Хамсе (Пентада), средина 16. века, сафавидско доба
- Рукопис Незамијеве Хамсе из 1494. године који приказује Мухамедово путовање из Меке и до Куполе на стени до неба. Мелек Џибрил је приказан са Мухамедове десне стране са више пари крила.
- Сцена из романсе „Лејла и Меџнун“. осујећени љубавници се састају по последњи пут пре своје смрти. Обоје су се онесвестили и Меџнунов старији гласник покушава да оживи Лејлу, док дивље животиње штите пар од непожељних гостију. Илустрација из касног 16. века.
- Илустрација Мираџа из Хамсе из 1543. године, вероватно насликана од стране дворског сликара Султана Мухамеда. Ова верзија је урађена за персијског шаха Тахмаспа I..[24]

Пентада (Пет блага – Панђ ганђ) укључује пет Незамијевих књига на персијском:

### Махзан ал-Асрар(Ризница тајни)
- Махзан ал-Асрар (перс.: مخزن الاسرار) "Ризница тајни" (1163) (неки датирају ово дело у 1176. години)

Махзан ал-асрар је дело које разматра човеково постојање и његов однос са духовношћу и зато се сврстава у теозофско-едукативну књижевност. Етичко-филозофски спев од око 2250 дистиха је посвећена Фахрудину Бахрам-шаху, владару Ерзинџана. Прича се бави езотеричним темама попут филозофије и теологије. Прича се састоји од двадесет дискурса, сваки од којих представља узорну причу о верској или етичкој теми. Свако поглавље се завршава апострофом самом песнику која садржи његов књижевни псеудоним. Садржај песама је наговештен у наслову сваког поглавља, а оне су написане у типичном хомоилетичком стилу. Приче расправљају о духовним и практичним питањима, забрањеној краљевској правди, ослобођењу од лицемерја, упозоравају на сујету на овом свету и на потребу да се припреми за загробни живот. Општа порука је да Незами проповеда идеални начин живота указујући читаоцима на врховни положај човека међу Божијим створењима, као и на то да се крај живота приближава те је неопходно постати свестан свог духовног одредишта. У неколико поглавља он се бави дужностима краља, али у целости се обраћа уопштено људском роду пре него својим краљевским покровитељима. У уводу, песник пружа увид у своје усамљеничко бдење које се назива халват. Нема индиција да су ово била суфијска бдења, али се користе као књижевна фантазија за обавезу духовно узвишеног песника као што је он желео да буде. У високо реторичком стилу, он тежи да превазиђе ограничење секуларне дворске књижевности. Овим делом, Незами се прикључује опредељењу песијске поезије које је започело са Санаијем, а које су други наставили, пре свега Атар.
Ризница тајни није романтични еп. Преведена је на енглески 1945. године. Након овог раног дела, Незами се окренуо писању приповедачке поезије.

### Хусро и Ширин
- Хусро и Ширин (перс.: خسرو و شیرین) (1177–1180)

Ова прича преисламског персијског порекла, која се налази у монументалном историјском епу Шахнами, заснована је на истинитој причи коју су даље романсирали персијски песници. Причу коју је изабрао Незами су наручили селџучки султан Тогрил II, атабег Мухамед ибн Илдигуз Џахан Пахлава и његов брат Кизил Арслан, којима је прича и посвећена. Она садржи око 6500 дистиха и описује љубав сасанида Хусро II Парвиза према јермеснкој принцези Ширин. Хусро и Ширин дочарава причу о удварању краља Хусроа принцези Ширин и његову победу над љубавним ривалом Фархадом. Прича има комплексну структуру и коришћено је неколоко жанрова истовремено; садржане су многе вербалне размене и писма, и све је то прожето лирском напетошћу. Хусрев пролази кроу дуга путовања, физички и духовно, пре него што ће се вратити Ширин, својој правој љубави. Они се коначно венчавају, али Хусрева на крају убија његов син и Ширин извршава самоубиство над телом свог мртвог мужа. Чиста и несебична љубав је овде приказана у лику Фархада који је тајно заљубљен у Ширин који на крају постаје жртва краљеве љутње и љубоморе.
Утицај приче о Вису и Рамин је приметан у томе кад спев опонаша велику епизоду (када се љубавници расправљају у снегу) из приче о Вису и Рамин, као и песнички метар (хазаџ) Горганијевог дела. Незамијево интересовање за астрологију је такође имало претечу у детаљном астролошком опису ноћног неба у причи о Вису и Рамин. Заузврат, Незамијево ремек-дело је имало огроман утицај на касније ауторе и направљене су многе имитације овог дела. Са потпуним уметничким и структуралним јединством, еп о Хусреву и Ширин се показао као прекретница не само за Незамије већ за целу персијску књижевност.

### Лејла и Меџнун
- Лејла и Меџнун(Pers.: لیلی و مجنون) (1192)

Ова прича је арапског порекла, а касније су је прихватили и улепшали Персијанци. Спев има 4600 дистиха и 1192. године је посвећен Абу ал-Музафару Ширваншаху који је тврдио да води порекло од сасанидског краља, а чији су подвизи осликани у Незамијевих Седам лепих тела (Haft Paykar). Спев је заснован на популарној арапској легенди о несрећном љубавном пару: песник Кајс се заљубљује у своју рођаку Лејлу, али му њен отац не да да се њоме ожени. Лејлин отац јој забрањује сваки контакт са Кајсом и Кајс постаје опседнут њоме и почиње да у јавности пева о својој љубави за Лејлом. Опсесија је постала толико тешка да је он све видео и процењивао кроз Лејлу; одатле и његов надимак „Опседнути“ (Меџнун). Када схвати да не може да буде заједно са Лејлом иако су се други људи заложили за њега, он напушта друштво и го лута пустињом међу зверима. Слика Лејле је била толико дубоко урезана у њему да није могао да једе и спава. Његова једина активност је било опевати песмом жудњу за Лејлом. У међувремену, Лејла је против своје воље удата, али чува своју чедност одбијајући насртање свог мужа. Успева да договори тајни састанак са Меџнуном и они се сусрећу, али немају физички контакт већ са удаљености једно другом рецитују поезију. Лејлин муж умире, што уклања законску препреку да они буду заједно. Ипак, Меџнун је толико фокусиран на своју идеалну представу Лејле да бежи у пустињу. Лејла умире од туге и сахрањују је у венчаници. Када је то чуо, Меџнун је пожурио на њен гроб где је одмах умро. Сахрањени су једно поред другог, а њихов гроб постаје место ходочашћа. Неки сањаре да су се они ујединили у Рају и живе као краљ и краљица. Незами је ову романсу испевао на захтев Ширваншаха Ахсатана. У почетку је сумњао да ће ова једноставна прича о агонији и болу арапског младића који лута голим планинама и врелом пустињом бити одговарајућа тема за дворску поезију и његову културну публику. Његов син га је убедио да прихвати овај пројекат рекавши му: „Гдегод се љубавне приче читају, ово ће их зачинити.“ Незами је у причи користио многе арапске анегдоте у причи, али је такође додао и јаку персијску ноту овој легенди. Прерадио је неповезане приче о Меџнуну како би одговарале персијској романси.
Додао је овом спеву и неке технике позајмљене из персијске епске традиције, као шо су опис ликова, однос између ликова, опис времена и окружења итд.

### Искендер-нама
- Искендер-наме (перс.: اسکندرنامه) (Књига о Александру) (1194) или (1196–1202)

Романса о Александру Великом садржи око 10 500 дистиха. Постоје различита мишљења о томе да ли је ово Незамијев последњи еп или Седам лепих тела. Није сигурно коме је ово дело посвећено, али се помиње владар Ахара, Носарт ал-дин Бишкин ибн Мухамед. Прича је базирана на исламским митовима о Александру Великом који потичу из куранских помињања Зулкарнејна као и из грчке Александриде псеудо-Калистена. Дело се састоји од две књиге, Шараф-наме и Икбал-наме. Спев говори о три фазе Александровог живота: прво као освајачу света; затим као неком ко је у потрази за знањем, стичући довољно мудрости да призна своје незнање; и коначно као пророка који поново путује по свету са запада на исток и са југа на север како би навелико објавио свету монотеистичку истину. Шараф-нама се бави Александровим рођењем, његовим наслеђивањем румског (грчког) престола, његовим ратовима са Африканцима који су напали Египат, његовим освајањем Персије и браком са Даријевом ћерком. Ова епизода се такође бави и Александровим ходочашћем у Меку, његовим боравком на Кавказу, посетом краљици Нушаби од Барде и њеном двору амазонки. Анександар осваја Индију, Кину и руске земље. Шараф-нама се завршава Александровом неуспешном потрагом за водом вечног живота.
Икбал-нама је опис Александровог личног развоја у идеалног владара по моделу чије порекло преко исламских посредника сеже до Платонове републике. Он води дебате са грчким и индијским филозофима (упореди са Гаршаспнамом) и велики део текста је посвећен разговорима које он има са седам грчких мудраца. Песник онда прича о Александровом крају и додаје опис околности смрти сваког од седам мудраца. Незамијеве представе Александра су попут иранског витеза.
Енглески превод Шараф-наме је објављен 1881. године под називом „Sikandar Nama e Bara“ и доступан је на интернету.

### Хафт пејкар(Седам лепих тела)
- Хафт пејкар (перс.: هفت پیکر) „Седам лепих тела“ (1197) (познато и као Бахрам-нама)

Ова преисламска прича персијског порекла је посвећена владару Мараге Аладину Корп-Арслану. То је прича о сасанидском краљу Бахраму V, кога је Јаздегар добио након што двадесет година није могао да добије дете и након што је преклињао Ахуру Мазду да му подари дете. Његов авантуристички живот је већ обрађен у Фирдусијевој Шахнами, на шта Незами неколико пута указује. Генерално, његов метод је да изостави оне епизоде које је ранији песник обрадио, или да их се тек укратко дотакне, и да се концентрише на нови материјал. Песник почиње описивањем рођења Бахрама Гура и његовим одрастањем на двору арапског краља Номана и његовој чувеној палати Хварнак. Бахрам чије је подизање поверено Номану постаје врстан ловац. Лутајући чувеном палатом он открива закључану собу у којој се налази приказ седам принцеза; отуда и име Хафт пејкар (Седам лепих тела). Свака од ових принцеза долази из седам различитих поднебља (традиционална зороастријанско-исламска подела света) и он се заљубљује у њих. Његов отац Јаздегар I умире и Бахрам се враћа у Персију како би преузео престо пре претендената. После неких догађаја он је признат за краља и спашава Персијанце глади. Када је земља стабилизована, краљ трага за седам принцеза и осваја их као своје невесте. Свом архитекти је наредио да сагради седам купола, за сваку од својих нових невеста. Архитекта му говори да сваким од седам поднебља влада једна од седам планета (класичан планетарни систем зороастријанско-исласмског света) и саветује га да осигура добру срећу тиме што ће сваку куполу украсити бојом која се повезује са сваким од поднебља и планета. Бахрам је био скептичан али је послушао савет свог архитекте. Принцезе се усељавају у сјајне павиљоне. Краљ је посећивао принцезе наизменичним данима у недељи; суботом индијску принцезу којом влада Сатурн и тако даље. Принцезе су се звале Фурак (Нурак), ћерка индијског раџе, лепа као сам Месец; Јагма Наз, ћерка турског кагана; Наз Пари, ћерка краља Хоразма; Насрин Нуш, ћерка словенског краља; Азарбин (Азарејон), ћерка мароканског краља; Хумај, ћерка римског цара; и Диросте, прелепа иранска принецза из династије Кај Каус. Свака принцеза краљу прича причу која одговара расположењу њој одговарајуће боје. Ових седам дивно конструисаних, веома чулних прича заузимају око половину целог спева. Док је краљ заузет са седам невести, његов зли министар преузима власт у царству. Бахрам Гур открива да је Персија у нереду, државна каса је празна, а владари суседних земаља су спремни да нападну. Он прво иде у лов како би разбистрио ум. На повратку из лова, он види пса обешеног на дрво. Власник пса, који је био пастир, испричао му је како је његов верни пас чувар издао његово стадо због вучице, у замену за сексуалне услуге. Краљ је почео да истражује корумпираног министра и од бројних жалби је издвојио седам, од оних људи који су му говорили о неправди коју су претрпели. Министар је затим погубљен и Бахрам Гур је поново успоставио правду и наредио је да се седам купола задовољства преправе у храмове ватре за задовољство Бога. Бахрам затим иде у лов по последњи пут, али мистериозно нестаје. Док је покушавао да улови дивљу зебру (гур), уместо тога је нашао свој гроб (гур).

### Мохабатнаме(О љубави)
Хорезмијев спев Мохабатнаме (О љубави) је написан као поклон једном од званичника са двора Јани-бега, оновременог кана Златне хорде.

## Утицај и наслеђе

### Персијска култура
Утицај Незамијевог дела на потоњи развој персијске књижевности је био огроман и Хамсе је постала шаблон који је имитиран у каснијој персијској поезији (и такође у другим исламским књижевностима). Незамијево наслеђе се нашироко осећа у исламском свету и његова поезија је утицала на развој персијске, арапске, турске, курдске и урду поезије као и многе друге.
Незамијевеи спевови су поред Фирдусијеве Шахнаме били најчешће илустрована књижевна дела персијским минијатурама. Према Енциклопедији Британика: „Незамију се диве у земљама где се говори персијски због његове оригиналности и јасноће стила, иако његова љубав према језику због њега самог, и према филозофским и научним учењима, чине да његова дела буду тешко разумљива просечном читаоцу.“ Незами је писао стихове на персијском и западне енциклопедије попут Енциклопедије Ислама, Енциклопедије Ираника, Енциклопедије Британика и прилози оријенталиста из многих земаља, сматрају Незамија значајним персијским песником и величају га као најгенијалнијег експонента романтичне епске поезије у персијској књижевности.
Међу многим значајним песницима који су узели Незамијеву Пентаду за свој узор треба да се помену: Амир Хусро, Џалал Фарахани, Хаџу Кермани, Мухамед Катеби Тар-Ширин, Абдулрахман Џами, Хатефи Џами, Вахши Бафки, Мактаби Ширази, Али-Шир Наваи, Абдулкадер Бедел Дехлави, Фузули, Хашеми Кермани, Фајзи, Џамали и Ахмед Хани. Незамијева поезија није само утицала на песнике него и на историчаре, попут Равандија, који су се користили његовим спевовима у писању историје. Поред тога, мноштво песника је отпочело своја дела првим стихом из Ризнице тајни.
„Многи каснији песници су опонашали Незамијева дела, иако нису могли да им парирају, а нарочито не да их надмаше; Персијанци, Турци, Индијци, да наведемо само оне најважније. Персијски учењак Хекмат је навео не мање од четрдесет персијских и тринаест турских верзија Лејле и Меџнуна.“
„Уколико би неко претражио све постојеће библиотеке, вероватно би нашао преко 100 верзија Лејле и Меџнуна.“
Џами у свом делу Нафахат ал-унс запажа: „Иако се за већину Незамијевих дела на први погледи чини да су романсе, у стварности су она застор за есенцијалну истину и за објашњење божанског знања.“
Џами у Бахаристану помиње: „Незамијева изврсност је очигледнија него Сунце и нема потребе описивати је.“ Хашеми од Кермана опажа: „Царство поезије је свој ред и закон задобило из Незамијевих прелепих стихова“ и „Изговарати речи пре Незамијевог нечујног говора је узалудно трошење времена.“

### Пријем на Западу
Јохан Волфганг Гете пише: „Нежан, високо надарен дух, који је, када је Фирдуси завршио сакупљене јуначке традиције, за материјал својих песама изабрао најслађе сусрете најдубље љубави. Меџнун и Лејла, Хусро и Ширин, љубавни су парови које је он представио; предодређени једно за друго, судбином, природом, навиком, склоностима, страшћу чврсто посвећени једно другом; али раздвојени лудим идејама, тврдоглавошћу, случајношћу, неопходношћу и злом, затим чудесно поново уједињени, али на крају, на један или други начин, растурени и раздвојени једно од другог.
Меморисање и рецитовање њиховог књижевног наслеђа је одувек било од виталног значаја за Иранце, чији став према снази писане и усмене речи је пун поштовања. Чак и данас национална страст за поезијом се стално подстиче преко радија и телевизије, у чајџиницама, у књижевним друштвима, у свакодневном разговору, и кроз муша'аре (мusha'areh), такмичења у рецитовању поезије. Незамијево дело служи као средство и симбол ове традиције, јер оно уједињује универзалност са дубоко укорењеним уметничким настојањима, осећајем правде и страшћу за уметношћу и наукама са духовношћу и правом побожношћу. Када је реч о богатству и финоћи метафора, прецизности, префињености психолошких опажања и правој виртуозности приповедања, Незамију нема равног.
Незамијева прича о Лејли и Меџнуну је пружила инспирацију за истоимени хит сингл Ерика Клептона, Лејла. Песма је снимљена са Дереком и Доминосима и објављена је 1970. године на албуму Layla and Other Assorted Love Songs (Лејла и друге разврстане љубавне песме). Незами и његова поезија неузвраћене љубави су имали велики утицај на овај албум. Пета песма на овом албуму, „I Am Yours“ (Ја сам твој), у ствари је Незамијева песма за коју је Клептон написао музику.
На Универзитету Кембриџ је 2004. године одржана конференција о Незамија. Зборник радова са конференције је објављен 2011. године под насловом "Nizami: A Key to the Treasure of Hakim" (Незами: кључ ка хакимовом благу).

### Совјетски Савез
Совјетски балет је снимио филм Лејла и Меџнун, назван по спеву Незамија Ганђавија. Балет „Седам лепих тела“ азербејџанског композитора Гара Гарајева заснован на Незамијевом чувеном спеву је добио међународна признања.
Мања планета 3770 Незами коју је 1974. године открила совјетска астрономка Људмила Черних названа је по њему.

### Азербејџан
Незамијев портрет се налазио на азербејџанској новчаници од 500 маната од 1993. до 2006. године. На 800. годишњицу његове смрти, 2008. године, Национална банка Азербејџана исковала је у спомен Незамију комеморативни златник од 100 маната.
Музеј књижевности Незами се налази у Бакуу, у Азербејџану. Једна од метро станиџа у овом граду такође је названа по Незамију Ганђавију. У Бакуу постоје и институт за књижевност и биоскоп названи по њему. Један од градских дистрикта у Бакуу се зове рејон Незами. Незамијев живот је приказан у азербејџанском филму „Незами“ из 1982. године, у коме главну улогу, Незамија Ганђавија, игра Муслим Магомајев. Незамијев маузолеј, саграђен њему у част, налази се на улазу у град Ганђа у Азербејџану. То је висока грађевина у облику ваљка окружена вртовима. Са једне стране се налази метална статуа која овековечује Незамијеве епске спевове. Маузолеј је првобитно саграђен 1947. године на месту старог урушеног маузолеја, а обновљен је у својој садашњој форми након што је Република Азербејџан обновила своју независност након распада Совјетског Савеза 1991. године.
Споменици Незамију се могу наћи у бројним градовима Азербејџана и Ирана, као и Москви, Санкт Петербургу, Удмуртији (Русија), Кијеву (Украјина), Пекингу (Кина); Ташкенту (Узбекистан); Марнеулију (Грузија), Кишињеву (Молдавија) и Риму (Италија).